# فرانكينستاين (ميزوري)
فرانكينستاين (بالإنجليزية: Frankenstein)‏ هي إحدى المجتمعات الفردية (غير مصنفة) في ولاية ميزوري في الولايات المتحدة الأمريكية.